# Qahtan
Qahtan (àrab: قحطان, Qaḥṭān) és el mític ancestre de tots els pobles del sud d'Aràbia, especialment els iemenites.
La confederació tribal dels qahtan o dels qahtanites estava formada pels himyarites i els kahlan, tots dos descendents de Qahtan, els primers sedentaris i fundadors dels grans regnes d'Aràbia del sud i els segons nòmades. Les hipòtesis actuals consideren que vers el tercer mil·lenni les tribus del sud d'Aràbia s'haurien unit sota la direcció de Qahtan. Al final del segon mil·lenni, amb el pas de l'edat del bronze a la de ferro, apareixen viles dotades de murs defensius i una nova forma d'organització social que portà a l'establiment dels regnes de la zona sorgits d'aquestes viles a l'inici del mil·lenni següent.
Els qahtanites van construir rescloses simples a l'àrea de Marib i al desert de Sayhad antecedent de les grans obres de regadiu de Marib sota els sabeus. Una ruta comercial va florir a la costa de la mar Roja i la Tihama. Una casta de grans sacerdots va aparèixer llavors a la cultura local i foren coneguts com els mukarribs dels sabeus, representats per caps tribals locals que van assolir el poder i el van estendre fins i tot a algunes zones de l'Àfrica oriental. D'aquest període seria el govern de la reina Bilqis esmentada a la Bíblia i l'Alcorà. El període es va acabar amb l'arribada de l'alfabet al segle ix aC, variant de l'alfabet fenici (inventat al segle xiii aC), que va permetre registrar la història d'Aràbia del sud. De fet però l'escriptura apareix abans, al final del primer mil·lenni; els primers exemples d'inscripcions són a al-Sawda a la regió del Djawf Ibn Nasir, Raybun a l'Hadramaut i Hajar Ibn Humayd al uadi Bayhan i serien del segle xi aC amb una difusió progressiva al segle x aC promocionada pel comerç.
Els modern qahtanites són nòmades que viuen entre Bisha a l'Asir i Hawta a l'Aràbia central. Els que habiten l'Asir estan dividits en sis tribus que viuen a la regió a l'est d'Abha. No se sap si són descendents dels antics qahtanites.